# O mamă de Crăciun
O mamă de Crăciun (titlu original A Mom for Christmas) este un film de Crăciun fantastic de comedie american din 1990 regizat de George T. Miller. În rolurile principale joacă actorii Olivia Newton-John, Juliet Sorci, Doug Sheehan și Doris Roberts. Este un film de televiziune care a avut premiera la NBC la 17 decembrie 1990. O mamă de Crăciun este bazat pe romanul O mamă prin magie (A Mom by Magic) de Barbara Dillon. Filmările au avut loc în octombrie 1990 și o casă istorică din Wyoming, Ohio (deținută de Brandon și Judith Cordes) a fost folosită ca decor pentru scenele de familie.

## Prezentare
Filmul prezintă povestea unei fete de 11 ani, Jessica (Juliet Sorcey), a cărei mamă a murit când avea trei ani. Tatăl său, Jim (Doug Sheehan), este dependent de munca sa și are puțin timp liber pentru ea. Chiar înainte de Crăciun, Jessica câștigă o dorință gratuită la o fântână a dorințelor dintr-un magazin. Dorința sa de a avea o mamă de Crăciun i-o îndeplinește Philomena (Doris Roberts) și astfel Amy (Olivia Newton-John), un manechin din magazin, prinde viață pentru a-i deveni mamă.

## Actori
- Olivia Newton-John ca Amy Miller
- Juliet Sorci ca Jessica Slocum (menționată ca Juliet Sorcey)
- Doug Sheehan ca Jim Slocum
- Doris Roberts ca Philomena
- Carmen Argenziano ca Sergent Morelli
- Brett Harrelson ca Kendall
- Elliot Greenebaum ca Chip Wright (menționat ca Elliot Moss Greenbaum)
- Erica Mitchell ca Stephanie Clark
- Aubrey Morris ca Nicholas
- Jim Piddock ca Wilkins
- Gregory Procaccino ca Detectiv Price
- Steve Russell ca Mr. Milliman
- Jesse Vincent ca Teddy O'Neill

## Lansare pe DVD
La 21 octombrie 2008,  O mamă de Crăciun a fost lansat pe un DVD exclusiv Disney Movie Club, disponibil numai pentru membrii clubului prin comandă poștală sau online.